# Indian Music Industry
A Indian Music Industry (IMI) é uma empresa oficial das gravadoras musicais da Índia. É associada ao IFPI.